# Eutrópio (cônsul)
Eutrópio (m. 399) foi alto funcionário e cônsul eunuco do Império Bizantino do final do século IV. Castrado na infância e vendido como escravo, foi propriedade de vários indivíduos, sobretudo militares, até adquirir sua liberdade no fim da década de 370. Desde então serviu na corte imperial sob Teodósio I (r. 378–395) e conseguiu ascender nas fileiras imperiais através do patrocínio de Abundâncio. Em 393, foi enviado numa importante missão ao Egito e então com a morte do imperador, tornar-se-ia epítropo (regente) de seu filho e sucessor, o jovem Arcádio (r. 395–408).
Devido à sua proximidade com Arcádio, tornou-se o verdadeiro poder por trás do trono e, para legitimá-lo, se envolveu em inúmeras conspirações. Em 395, conseguiu organizar o casamento do imperador com Élia Eudócia em detrimento da pretendente anterior, filha do poderoso prefeito pretoriano do Oriente Rufino. Logo organizou a execução de Rufino, bem como de Abundâncio e Timásio, todos eles potenciais rivais. Em 398, liderou um exército contra invasores hunos que estavam pilhando as províncias orientias. Por conseguir uma vitória significativa contra eles, foi nomeado cônsul de 399, mas permaneceria pouco tempo no poder, pois logo seria executado sob influência do oficial ostrogótico Gainas.

## Biografia

### Primeiros anos
Eutrópio era um escravo do Império Romano nascido próximo da fronteira oriental. A identidade de seus pais é desconhecida, mas sabe-se que teve uma irmã que por 398 estava residindo em Constantinopla. Quando criança foi castrado e, desde então, serviu como eunuco a diversos proprietários. Um deles, um soldado chamado Ptolomeu, presenteou-o antes de 379 a Arinteu, um líder militar sob os imperadores Juliano, o Apóstata (r. 361–363) e Joviano (r. 363–364). Após a morte de Arinteu, passou para a posse de sua filha e compôs parte de seu dote. Em data não especificada adquiriu sua liberdade.
Por volta de 379, Eutrópio, que já estava em idade avançada, serviu na corte imperial de Teodósio. Presumivelmente reteve posição confiável sob o imperador, pois em 393 foi incumbido com a missão de ir até o deserto de Tebas, no Egito, para consultar o profeta cristão chamado João sobre o resultado da campanha de Teodósio contra o usurpador Eugênio (r. 392–394). No fragmento 66 da obra de Eunápio, Eutrópio é descrito como epítropo (regente) de Teodósio, afirmação considerada como equivocada pelos autores da Prosopografia do Império Romano Tardio; para eles, certamente o trecho faz menção a Arcádio.

### Primeiras conspirações

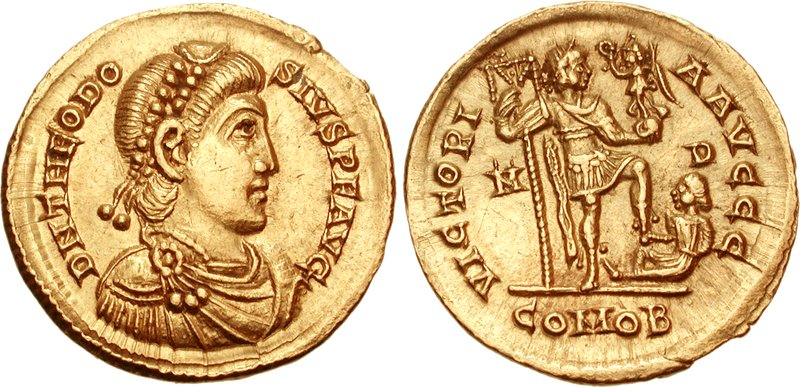
Soldo de r.

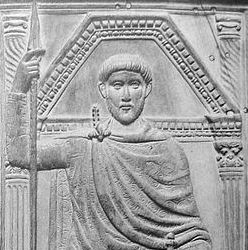
Estilicão num detalhe de seu díptico

Com a morte de Teodósio em 395, teve um importante papel no casamento entre Arcádio e Élia Eudócia, filha de Bautão, em detrimento da pretendente anterior, a filha do prefeito pretoriano do Oriente Rufino, em abril de 395. Rufino, muito influente na corte, foi alvo de uma tramoia que levou ao seu assassinato mais adiante no mesmo ano, possivelmente a mando de Estilicão e com auxílio de Gainas, um oficial germânico oriental; suas riquezas passariam então para Eutrópio. Eutrópio, utilizando-se de sua influência, convenceu o imperador a lhe conceder o direito de controlar o curso público (correio imperial) e as fábricas de armas, ambas funções exercidas pelos prefeitos pretorianos. Evidências apontam que durante este período a prefeitura pretoriana do Oriente era regida por dois prefeitos de modo a reduzir o poder do ofício. Além disso, a venda de cargos era frequente sob Eutrópio, algo que, porém, não era praticado unicamente por ele.
No final de 395 conseguiu a nomeação para a posição de prepósito do cubículo sagrado, ofício que reteria até sua morte em 399. Em 396, primeiro ano de seu poder, foi considerado odioso por tramar a derrocada de dois oficiais de alta patente, Abundâncio, que o auxiliara até então, e Timásio, o comandante geral do exército no Oriente. Timásio, ao chegar em Constantinopla, havia trazido consigo um vendedor de salsichas chamado Bargo que, tempos depois, seria elevado a uma posição militar subordinada. Por cometer delito, Bargo foi exilado da cidade e Eutrópio, aproveitando-se da situação, convenceu-o a acusar Timásio de conspiração e conseguiu que a corte imperial o banisse ao deserto da Líbia.
Imaginando que Bargo poderia futuramente tornar-se um entrave às suas pretensões, subornou sua esposa para que ela o acusasse de altos crimes, o que lhe custou a vida. Neste mesmo ano, evidências apontam que Eutrópio, além de exilar Abundâncio, elevou Gainas ao título de mestre dos soldados da Trácia. Além disso, as fontes clássicas afirmam que apoderar-se-ia das propriedades tanto de Abundâncio quanto de Timásio.
Com a queda desses oficiais, o único rival que ainda poderia comprometer os planos de Eutrópio era Estilicão, o poder atrás do trono no Ocidente no reinado do imperador Honório (r. 395–423) e que anteriormente auxiliou-o em suas maquinações para derrubar Rufino. Para tanto, Eutrópio declarou-o abertamente inimigo público em Constantinopla e convenceu Gildão, conde que rebelara-se na África, a anexar sua província ao Império Bizantino; seu plano fracassaria, contudo, pois em 398, com a derrota de Gildão, a província foi reincorporada ao Império Romano do Ocidente. Pelo mesmo tempo, Eutrópio convenceu Arcádio a anualmente tirar suas férias de verão em Ancira, na Galácia, deixando-o livre para governar.

### Campanha contra os hunos

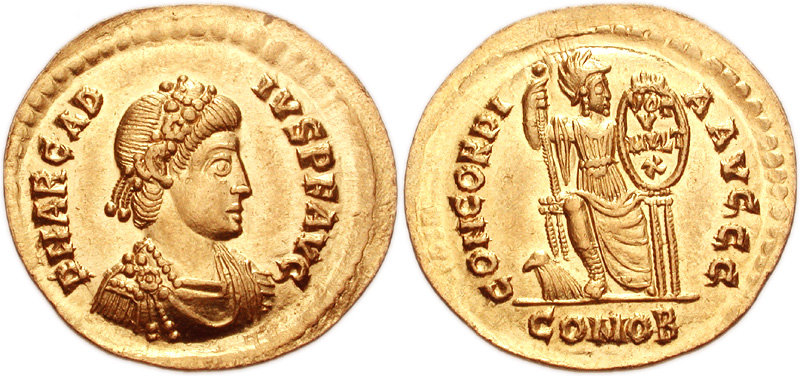
Soldo de Arcádio r.

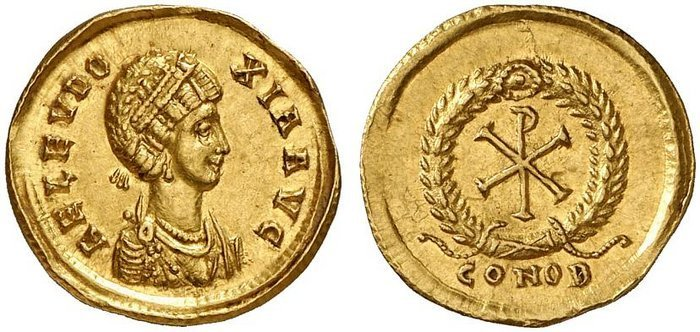
Semisse de Élia Eudócia

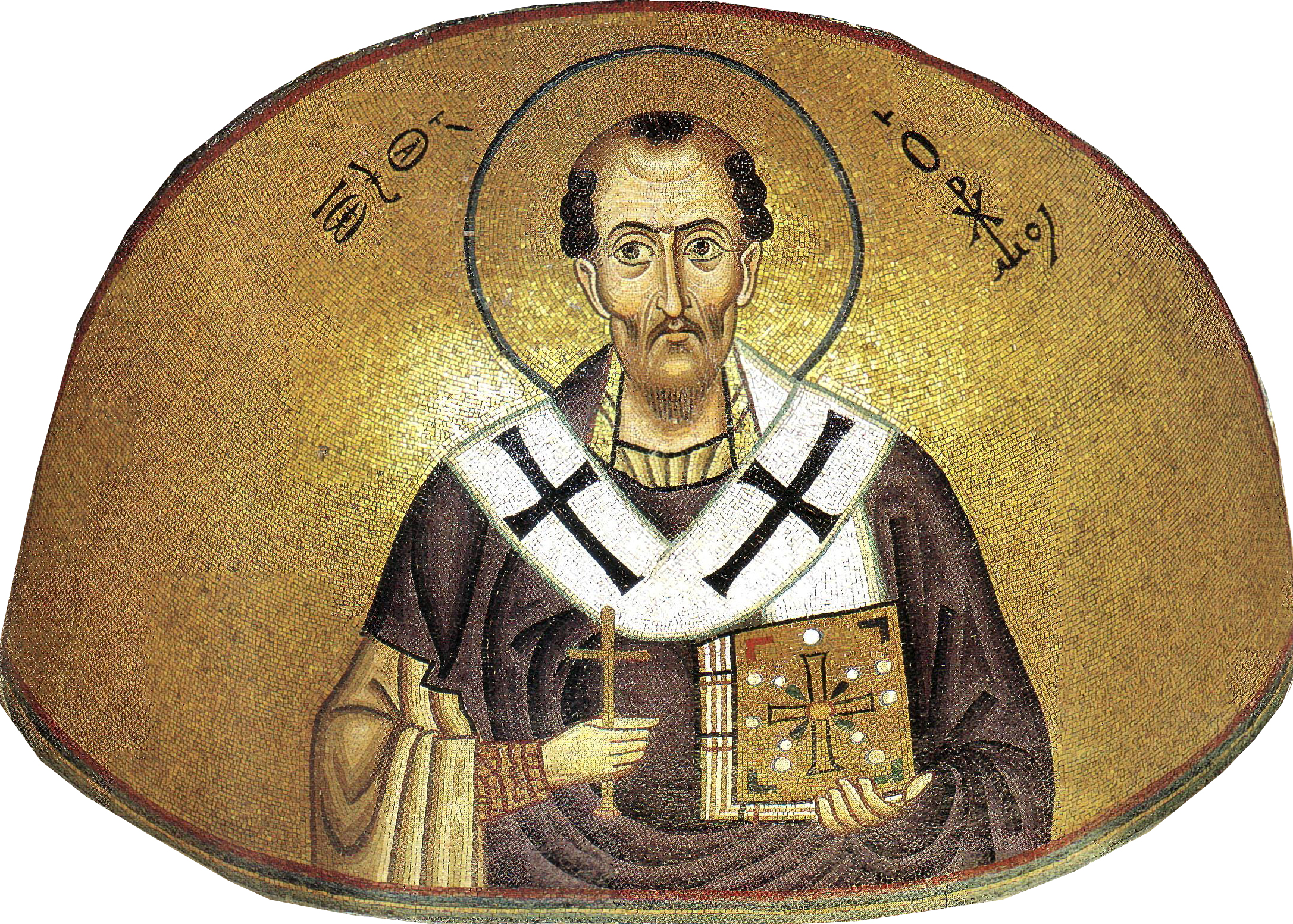
Mosaico de João Crisóstomo no interior do Mosteiro de São Lucas

Em 397, visando a queda de Eutrópio, uma lei foi aprovada na qual qualquer um considerado como conspirador contra membros da assembleia, auxiliares do conselho ou senadores, seria tido como traidor; especula-se que Gainas tenha certa participação. Dada a incapacidade dos generais orientais de deter o avanço do líder visigodo Alarico I (r. 395–410) nos Bálcãs e dos hunos na Ásia, Eutrópio decidiu selar uma trégua entre Oriente e Ocidente, o que resultou no envio de tropas por Estilicão para a Grécia em 397.
Com os recentes fracassos militares bizantinos nas províncias da Capadócia e Frígia, Eutrópio decidiu comandar em 398 uma força expedicionária contra os hunos, alcançando uma vitória significativa que obrigou-os a recuar de volta ao Cáucaso; é possível que tenha perseguido-o através da Armênia. Seu sucesso militar assegurou-lhe popularidade e a nomeação ao consulado do ano seguinte, ao lado de Flávio Málio Teodoro, gerando enorme discussão na corte ocidental, pois era contra a tradição romana a nomeação de um eunuco.

### Revolta gótica e queda
Seu consulado nunca foi reconhecido no Ocidente e após sua morte alguns meses depois, foi anulado e Málio Teodoro então passou a ser considerado cônsul único. Tal ressentimento também foi sentido na corte oriental, onde Eutrópio começa a ser ameaçado tanto pelo partido romano - liderado por Aureliano, filho do ex-prefeito pretoriano da Itália Touro - como por Gainas, que havia sido elevado por Estilicão a mestre dos soldados (magister militum). Apesar disso, Eutrópio conseguiu assegurar sua nomeação como patrício.
Na primavera de 399, uma revolta entre os ostrogodos, talvez instigada por Gainas, eclodiu na Frígia sob comando de Tribigildo, aumentando ainda mais a insatisfação oriental com a presença bárbara no império. A destruição se espalhou pela Galácia, Pisídia e Bitínia e dois generais, Gainas e Leão, este último um amigo de Eutrópio, foram enviados para sufocar a revolta. Tentando evitar um embate direto com as tropas de Leão, Tribigildo rumou para a Panfília, mas foi surpreendido por ataques de habitantes locais e de soldados que habitavam a região. Quando as tropas de Leão o alcançaram e estavam prestes a derrotá-lo, Gainas reforçou o exército rebelde com muitos de seus homens e logrou derrotar e matar Leão.
Gainas, ao retornar para Constantinopla, informou ao imperador que os ataques de Tribigildo cessariam caso Eutrópio fosse deposto. Temendo por sua posição, Eutrópio fugiu em agosto para junto de João Crisóstomo, o clérigo que ascendeu ao posto de arcebispo de Constantinopla com sua ajuda em 398, em Santa Sofia; na ocasião, Crisóstomo transmitiu um sermão no qual usou-o como exemplo de inconstância de fortuna. Todavia, Arcádio, influenciado pela imperatriz Élia Eudócia, que era adversária de Crisóstomo, cede às exigências dos bárbaros e depõe o foragido eunuco. Privado de sua patente, Eutrópio foi deportado ao Chipre e teve suas propriedades confiscadas. Posteriormente foi convocado à corte imperial, julgado por traição e executado na Calcedônia.

## Legado
Sua queda e demissão de seus ofícios, seu exílio no Chipre, o confisco de suas riquezas e a subsequente destruição de suas estátuas e imagens foram certamente fruto duma lei elaborada e aprovada por Aureliano. Com sua queda, sua gestão dos assuntos do Estado foi severamente criticada pelos autores, com ele sendo acusado de ser avarento e de ter vendido ofícios; o poeta ocidental Claudiano afirmou que a subdivisão das províncias era clara evidência do desejo de Eutrópio de ter mais ofícios para barganhar.
Também foi acusado de maltratar a justiça e de ser um ineficiente comandante militar, ao mesmo tempo que diz-se que possuía um "presente para a intriga". João de Antioquia inclusive mencionou que Eutrópio cortejou os bárbaros para conseguir assumir o trono, uma alegação desconsiderada pelos autores da Prosopografia do Império Romano Tardio como uma confusão entre ele e Rufino, pois, sendo Eutrópio eunuco, não poderia tomar a púrpura.
No campo religioso, embora tenha sido contrário ao arianismo e, por conseguinte, tenha mandado queimar todos os livros de Astério, o Sofista e do anomeano Eunômio de Cízico após sua morte em 393, Eutrópio, à primeira vista, parece ter feito algumas concessões aos arianos, confirmando aos discípulos de Eunômio o direito à herança. Todavia, logo depois, novas leis que restringiam a atuação destes cristãos, ditos "dissidentes", foram aprovadas. Além disso, conseguiu aprovar em 398 uma lei que aboliu o direito de asilo em igrejas, bem como uma constituição segunda a qual todos os templos pagãos da cidade de Gaza, exceto o Marneu, seriam fechados.